# Tricotextil Łódź
Tricotextil – wieżowiec mieszczący się w Łodzi przy ul. Piotrkowskiej 270. Znajduje się na wprost archikatedry św. Stanisława Kostki. Powstał w latach 70. Ma 62 metry wysokości i liczy 17 kondygnacji (w tym 16 użytkowych i jedną techniczną). Biurowiec był siedzibą Instytutu Technik i Technologii Dziewiarskich „Tricotextil”. Znajduje się w nim także placówka Banku Pekao S.A. Posiada własną salę konferencyjną.
W 2017 roku odnowiono elewację budynku, został zmieniony wieloletni odcień zieleni i niebieskiego na rzecz odcieni szarości.

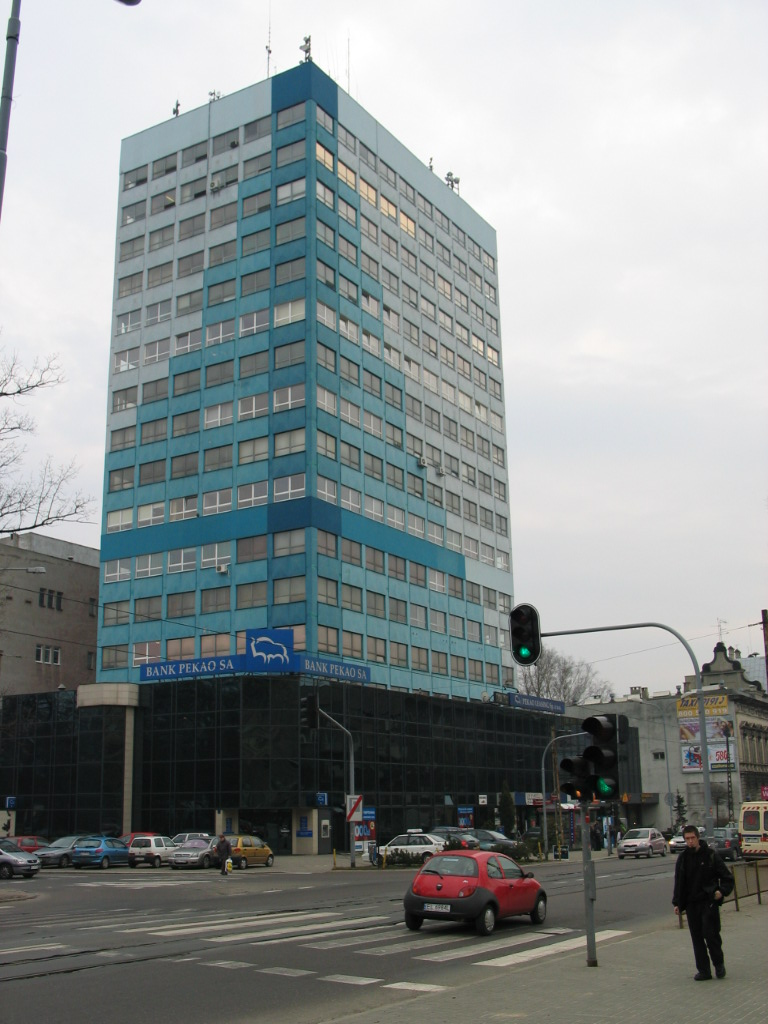
Budynek w roku 2007